# Turbicellepora aculeata
Turbicellepora aculeata är en mossdjursart som först beskrevs av Ferdinand Canu och Ray Smith Bassler 1929.  Turbicellepora aculeata ingår i släktet Turbicellepora och familjen Celleporidae. Inga underarter finns listade i Catalogue of Life.